# Iphiaulax championi
Iphiaulax championi är en stekelart som beskrevs av Cameron 1887. Iphiaulax championi ingår i släktet Iphiaulax och familjen bracksteklar. Inga underarter finns listade i Catalogue of Life.